# Фантанеле (Алба)
Фантанеле (рум. Fântânele) насеље је у Румунији у округу Алба у општини Черу-Бакаинци. Општина се налази на надморској висини од 556 m.

## Становништво
Према подацима из 2011. године у насељу је живело 45 становника.